# 834 Fifth Avenue
834 Fifth Avenue es una cooperativa de viviendas residenciales de lujo en el Upper East Side de Manhattan, Nueva York.  Está ubicado en la Quinta Avenida en la esquina de East 64th Street frente al Zoológico de Central Park. El edificio revestido de piedra caliza fue diseñado por Rosario Candela, un prolífico diseñador de edificios de apartamentos de lujo en Manhattan durante el período comprendido entre la Primera y la Segunda Guerra Mundial.   834 Fifth Avenue es ampliamente considerado como uno de los edificios de apartamentos más prestigiosos de la ciudad de Nueva York. En un artículo del periódico New York Observer se lo llamó "el edificio con más pedigrí en la calle más snob de la ciudad más obsesionada con los bienes raíces del país".  Este estatus se debe a la arquitectura general del edificio, la escala y distribución de los apartamentos y la notoriedad de sus residentes actuales y pasados. Es uno de los mejores edificios diseñados por Rosario Candela, según The New York Times. 

## Historia
El edificio fue construido en 1931 y fue uno de los últimos edificios de apartamentos de lujo terminados antes de que la Gran Depresión detuviera tales proyectos en la ciudad de Nueva York. Sus fachadas que dan a la calle están compuestas íntegramente por piedra caliza. Se utilizaron elementos de estilo Art Déco en las entradas y partes de la fachada de la Quinta Avenida. El edificio utiliza retranqueos en los pisos superiores para crear terrazas para varios apartamentos y brindar interés visual desde la distancia.
El edificio está incorporado como una cooperativa de vivienda, donde los inquilinos poseen acciones de la corporación propietaria del edificio; esas acciones dan derecho al propietario a ocupar una unidad designada en el edificio. Al igual que en otros edificios de apartamentos de ultralujo en la ciudad de Nueva York, una persona que compra una unidad en el edificio debe pagar completamente en efectivo el apartamento. No se permite financiación hipotecaria. Además, se rumorea que la junta directiva de la cooperativa exige a los compradores potenciales poseer activos líquidos superiores a diez veces el valor de la unidad adquirida.

## Apartamentos
834 Fifth tiene 24 apartamentos en 16 pisos. El edificio ocupa un terreno de aproximadamente 150' por 110', lo que permite unidades muy espaciosas. Los apartamentos del edificio suelen variar en tamaño desde aproximadamente 3,5 ft² (0,3 m²)   a 7000 ft² (650,3 m²)   con una unidad promedio de aproximadamente 6,000 pies cuadrados. La unidad individual más grande, una combinación de dos apartamentos realizada durante el proceso de construcción, tiene aproximadamente 10 ft² (0,9 m²).
El diseño original para 834 requería un edificio en la mitad de la cuadra de 120 pies de ancho, pero se extendió asimétricamente hacia el sur durante la construcción después de que el desarrollador adquiriera una mansión en la esquina.  Debido a que esto sucedió con la estructura de acero del edificio ya en su lugar, los 30 pies adicionales de fachada se asignarían como una línea de apartamentos dúplex, de modo que los planos originales del desarrollador permanecieran más o menos intactos. Todos los apartamentos fueron diseñados con techos altos y varias unidades tienen espacio al aire libre. Los apartamentos del edificio tienen alturas de techo de 11 a 12 pies en las salas públicas, mientras que los pisos de los dormitorios tienen alturas de techo de 9 a 11 pies (9 pies en los dúplex y de 10 a 11 pies en los simplex). Hay tres apartamentos dúplex, unidades que tienen entrada tanto desde la calle como desde el vestíbulo interior del edificio.
Los dúplex en el lado sur del edificio forman la Línea A, cada unidad tiene aproximadamente 5,500 pies cuadrados. Estos apartamentos suelen tener una sala de estar de 600 pies cuadrados con vista a Central Park, un comedor de 450 pies cuadrados y una biblioteca de 300 pies cuadrados a lo largo del lado del edificio de la calle 64. La mayoría de estas unidades tienen de cuatro a seis dormitorios en los pisos superiores. La Unidad 13-14A tiene 4,750 pies cuadrados (así como aproximadamente 350 pies cuadrados de terrazas)  y la Unidad 15A es un apartamento tipo simplex de 2,000 pies cuadrados con aproximadamente 250 pies cuadrados de espacio de terraza. Varias de las unidades A-Line tienen espacio anexado de apartamentos contiguos, lo que da como resultado unidades de más de 6,000 pies cuadrados. En un caso, la unidad dúplex de la línea A en los pisos 7 y 8 se combinó con partes de dos unidades de la línea B adyacentes para crear el apartamento más grande del edificio, una unidad de aproximadamente 10,000 pies cuadrados.
Los demás apartamentos del edificio forman las líneas B y C. En el edificio original había dos dúplex, el del sur medía aproximadamente 6250 pies cuadrados, mientras que el más pequeño del norte medía aproximadamente 5500 pies cuadrados. Arriba había dos grandes unidades dúplex, de unos 7.000 pies cuadrados cada una. Con el área adicional disponible cuando el edificio se amplió a 64th Street, el desarrollador creó un total de tres dúplex dúplex de 5,500, 4,500 y 6,250 pies cuadrados en total. El dúplex de 6250 pies cuadrados fue modificado para ampliar el vestíbulo.
Encima de estos dúplex estaban las otras unidades de las líneas B y C. En el tercer y cuarto piso hay unidades dúplex B y C de aproximadamente 7,000 pies cuadrados cada una. Los pisos 5, 7, 9 y 10 contienen unidades simplex B-Line más pequeñas. Estos apartamentos más pequeños tienen un frente a Central Park de aproximadamente 60 pies en cada piso. El resto de los departamentos línea B del edificio tienen una extensión lineal de 120 pies de frente al parque. Los pisos 6, 11 y 12 tienen solo un apartamento de la línea B, cada uno de los cuales tiene entre 6,500 y 7,000 pies cuadrados (cuanto más alto es el piso, más pequeños son los pies cuadrados debido a los retranqueos y las terrazas en el patio trasero que da al lado de cada apartamento). El piso 8 también tiene un apartamento de la línea B, pero es más pequeño debido al espacio anexo al dúplex 7-8A. En C-Line, el piso 5 cuenta con una unidad simplex más pequeña, 5C, y los pisos 9 y 10 cuentan con una unidad dúplex más grande, 9-10C, con un espacio similar al dúplex de la línea C en el tercer y cuarto piso.
La Unidad 13B se diseñó originalmente como un dúplex de cuatro dormitorios, pero su nivel superior, que contenía 2 dormitorios, se anexó para formar parte del ático original (comprado por Hugh Baker por 275.000 dólares en 1930). La Unidad 13B es ahora una unidad simplex más pequeña de 5,000 pies cuadrados y dos dormitorios (que incluye varias terrazas orientadas al parque y al norte). 
Finalmente, en la parte superior del edificio, el ático triplex tiene 8,000 pies cuadrados, con habitaciones privadas en el piso 14, salas públicas en el piso 15 y un solárium/biblioteca en el nivel superior de la unidad. El ático también cuenta con 4.000 pies cuadrados adicionales de espacio al aire libre (terrazas, patios).  Fue ampliado por Wallace K. Harrison para Laurance Rockefeller.
También hay un apartamento de 1000 pies cuadrados para el superintendente en la planta baja, en la parte trasera del vestíbulo.

## Residentes
El 834 de la Quinta Avenida ha sido históricamente el hogar de un gran número de fundadores y herederos de importantes fortunas familiares estadounidenses. Las fortunas incluyen aquellas asociadas con Standard Oil, Johnson & Johnson, Woolworth Stores, Hearst Corporation, Ford Motor Company y Chase Manhattan Bank. El edificio ha estado asociado durante mucho tiempo con la familia Rockefeller y sus diversos intereses comerciales y caritativos.
Además, 834 Fifth Avenue ha acogido a un mayor porcentaje de emprendedores y empresarios hechos por sí mismos que sus edificios pares. Las empresas fundadas por inquilinos de 834 Fifth incluyen a Charles Schwab, TLC Beatrice, The Limited y Fox.
Cuando Charlie Chaplin estaba en la ciudad de Nueva York durante las negociaciones de su contrato con Mutual Film y descubrió que su primer amor, Hetty Kelly, se alojaba con su hermana, la señora Ethel Margaret Kelly Gould (esposa de Frank Jay Gould), en 834 Fifth Avenue, acechaba el lugar.  Tenga en cuenta que este edificio no era la estructura actual, sino una que fue demolida en este sitio. Otras estructuras anteriores en este sitio fueron 1 East 64th Street (Sr. George Crocker) y 833 Fifth Avenue (Sr. William Guggenheim). 
Los residentes pasados y actuales incluyen:
- Antenor Patiño, magnate boliviano, heredero de su padre Simón I. Patiño, llamado "el Rey del Estaño" (la primera venta de un apartamento en Manhattan por más de 1 millón de dólares en 1978). Residía en un apartamento de 15 habitaciones vendido por la señora Flagler Matthews por el corredor Evalyn M. Kaiser. [12]
- Laurance Rockefeller (who owned the building before it became a cooperative, and resided in the penthouse triplex for nearly fifty years)
- Rupert Murdoch (fundador de la Fox Network, BSkyB)
- Robert Bass (inversor multimillonario)
- Len Blavatnik (empresario multimillonario)
- Loida Nicolas-Lewis (mujer de negocios, filántropa, viuda de Reginald Lewis)
- Les Wexner (fundadora L Marcas)
- John Gutfreund (presidente de Salomon Brothers y esposa Susan)
- Damon Mezzacappa (financiero, exvicepresidente de Lazard Freres)
- Elizabeth Arden (fundadora de la compañía de cosméticos del mismo nombre)
- Harold Prince (productor de Broadway)
- Carroll Petrie (filántropa, viuda del fundador de Petrie Stores)
- A. Alfred Taubman (desarrollador de centro comercial, expresidente de Sotheby's)
- John DeLorean (exmagnate del automóvil)
- Joan Whitney Payson (heredera y filántropa)
- Robert (Woody) Johnson IV (uno de los herederos de la fortuna Johnson & Johnson, propietario de los New York Jets)
- Charles R. Schwab (fundador y director ejecutivo de Charles Schwab Corporation)
- Frank Jay Gould
- Casey Johnson (heredera de la fortuna de Johnson & Johnson, conocida socialité celebutante e hija del propietario de los Jets, Woody Johnson)
- Jessie Donahue (hija del rey de cinco y diez centavos FW Woolworth)
- Jean Flagler Matthews (nieta y heredera del magnate petrolero y ferroviario y fundador de Palm Beach, Henry Morrison Flagler)
- Hamilton E. James (multimillonario, compró el apartamento de Hal Prince)[13][14]